# Cantonul Saint-Remy-en-Bouzemont-Saint-Genest-et-Isson
Cantonul Saint-Remy-en-Bouzemont-Saint-Genest-et-Isson este un canton din arondismentul Vitry-le-François, departamentul Marne, regiunea Champagne-Ardenne, Franța.

## Comune
| Comune                                        | Populație (1999) | Cod poștal | Cod INSEE |
| --------------------------------------------- | ---------------- | ---------- | --------- |
| Ambrières                                     | 224              | 51290      | 51008     |
| Arrigny                                       | 256              | 51290      | 51016     |
| Arzillières-Neuville                          | 312              | 51290      | 51017     |
| Blaise-sous-Arzillières                       | 377              | 51300      | 51066     |
| Brandonvillers                                | 226              | 51290      | 51080     |
| Châtelraould-Saint-Louvent                    | 229              | 51300      | 51134     |
| Châtillon-sur-Broué                           | 60               | 51290      | 51135     |
| Drosnay                                       | 175              | 51290      | 51219     |
| Écollemont                                    | 49               | 51290      | 51223     |
| Giffaumont-Champaubert                        | 234              | 51290      | 51269     |
| Gigny-Bussy                                   | 243              | 51290      | 51270     |
| Sainte-Marie-du-Lac-Nuisement                 | 227              | 51290      | 51277     |
| Hauteville                                    | 188              | 51290      | 51286     |
| Landricourt                                   | 159              | 51290      | 51315     |
| Lignon                                        | 86               | 51290      | 51322     |
| Margerie-Hancourt                             | 207              | 51290      | 51349     |
| Outines                                       | 134              | 51290      | 51419     |
| Les Rivières-Henruel                          | 185              | 51300      | 51463     |
| Saint-Chéron                                  | 80               | 51290      | 51475     |
| Saint-Remy-en-Bouzemont-Saint-Genest-et-Isson | 592              | 51290      | 51513     |